# ドミニク・ナポリターノ
ドミニク・“ソニー・ブラック”・ナポリターノ（英語: Dominick "Sonny Black" Napolitano, 1930年6月16日 - 1981年8月17日）はアメリカのマフィアでボナンノ一家のボス代行を務めた人物。
色黒でがっしりとした体格で外見はいかつかったという。身長は173cmほどで体重は77kgあった。瞳の色は黒色で目つきは鋭かったという。髪の毛を黒く染めていたことで「ブラック」という渾名がついたという。「ミスター・ブラックスタイン」という渾名もあった。
派手な服装は好まず、堂々としていたという。

## 人物
ブルックリンのグリーンポイント生まれ。両親はナポリからの移民。ボスだったカーマイン・ギャランテの暗殺を実行し、暗殺を指示したフィリップ・"ラスティー"・ラステリが獄中からボスに就任するとソニーが娑婆でのボス代行となりファミリーを仕切った。1981年には対立関係にあったアルフォンス・"ソニー・レッド"・インデリカートら3名の幹部を殺害している。
だがFBIのジョゼフ・ピストーネによるおとり捜査に引っかかり、彼の正体が判明した直後に関係者の家に行ったまま失踪。一年後、制裁として両手が切断された死体となってブルックリンのフラットランズで発見された。死体は発見された当時かなり腐敗が進んでいたが、歯の治療あとと、肩に入れたあったパンサーの刺青から本人と断定された。
殺害現場に近いクイーンズのカルヴァリー墓地に埋葬されている。

## 演じた人物
映画
- マイケル・マドセン：『フェイク』（1997年）